# Bartomeu Rull Cànaves
Bartomeu Rull Cánaves (Pollença, 31 de juliol de 1691 - 8 de gener de 1766) fou un bisbe de Malta.
Fill de Joan Rull i de Catalina Cánaves, Bartomeu Rull va anar a escola amb els PP. de la Companyia de Jesús, al Col·legi de Sant Ignasi de Pollença. De molt jove, va abandonar Pollença per continuar la seva formació a Palma, on estudiarà art i teologia, aconseguint el títol de Doctor.
Gràcies a les estretes relacions entre l'Orde de Sant Joan de Jerusalem o de l'Hospital amb Pollença, Rull volgué entrar en aquest orde. Amb ajuda del jesuïta Pare Gabriel Alba, fou presentat al segon comte de Montenegro i quart comte de Montoro, Don Joan Despuig i Martínez de Marcilla (1661-1742/46), membre de l'Ordre de l'Hospital i de l'Orde de Calatrava.
El 9 de gener de 1716, enviaren carta al cap dels hospitalers, Fra D. Ramon de Perellós i Rocafull, Gran Mestre de la Religió en Sant Joan i de l'Orde del Sant Sepulcre de Jerusalem, Príncep de Malta, de  Rodes i del Gozo, demanant que monsenyor enviés des de Barcelona a la vila de Pollença, comissaris per aconseguir proves de legitimitat. Els comissaris, cavallers de la noblesa mallorquina, Antoni Puigdorfila i Jordi Muntaner, acompanyats pel notari Miquel Pons, comprovaren i concediren a Rull l'admissió a l'Orde. El 28 d'agost d'aquell mateix any, viatjà en vaixell fins a Malta. Un cop allà, fou rebut pel bisbe de Malta, el pollencí Fr. Jaume Cánaves. Durant un parell d'anys seria novici.
S'ordenà capellà el 6 de març de 1718. El 12 de gener de 1725 fou nomenat Prior de l'Església de Nostra Senyora de la Victòria de Malta i examinador de literatura de l'orde. El 9 de març de 1735 fou nomenat Vice-Prior de la Conventual Església de Sant Joan de Malta. El 23 de gener de 1739 s'encarregà de la Comanda de Susterris d'on depenien els priorats de Rialp i Vilamur a Catalunya, en novembre de 1745 el Priorat i Encomenda de Pollença. Un any abans havia sigut elegit Comissari General de la Santa Creu a Malta pel mateix Papa.
El 19 de desembre de 1757 fou elegit bisbe de Malta i començà la seva tasca en el seu càrrec en gener de 1758. Morí el 8 de gener de 1766 a causa d'un atac d'isquèmia.
El seu retrat es troba en els ajuntaments de Palma i de Pollença.